# Peggy Wagenführ
Peggy Wagenführ (* 14. November 1976 in Räckelwitz, Oberlausitz) ist eine frühere deutsche Biathletin.
Peggy Wagenführ vom SSV Altenberg war Sportsoldatin. Sie debütierte 1995 als 33. im Biathlon-Weltcup in Lillehammer. Ihr bestes Ergebnis erreichte sie 1996 in Oberhof, wo sie nach einem neunten Platz im Sprint Vierte in der Verfolgung wurde. Bis 2002 wurde sie häufig im Weltcup eingesetzt. In der Saison 1998/99 wurde sie 34. der Gesamtweltcupwertung.
2000 in Zakopane startete sie bei den Europameisterschaften. Im Einzel wurde sie Fünfte, im Sprint Achte und in der Verfolgung Vierte. Mit der Staffel, zu der auch Kati Wilhelm, Simone Denkinger und Janet Klein gehörten, gewann sie die Bronzemedaille.
Nach ihrer aktiven Biathlonzeit startete Peggy Wagenführ mit Erfolg im Rollski. Sie konnte bei deutschen und internationalen Meisterschaften Podestplätze erringen und unter anderem Vizeweltmeisterin mit der Staffel werden.

## Biathlon-Weltcup-Platzierungen
| Platzierung | Einzel | Sprint | Verfolgung | Massenstart | Staffel | Gesamt |
| ----------- | ------ | ------ | ---------- | ----------- | ------- | ------ |
| 1. Platz    |        |        |            |             |         |        |
| 2. Platz    |        |        |            |             |         |        |
| 3. Platz    |        |        |            |             |         |        |
| Top 10      |        | 2      | 1          |             | 1       | 4      |
| Punkteränge | 2      | 7      | 6          | 1           | 1       | 17     |
| Starts      | 8      | 15     | 11         | 2           | 1       | 37     |